# Campinasuchus
Campinasuchus é um gênero de crocodilo ancestral dos Crocodylia atuais, extinto, e que viveu há cerca de 90 milhões de anos, no Cretáceo.

## Descobertas
Paleontólogos encontraram na formação Adamantina um fóssil da nova espécie de crocodilo pré-histórico, em um sítio paleontológico de Campina Verde, Minas Gerais, em 2010. Batizado de Campinasuchus dinizi, teria habitado a região há 90 milhões de anos. O animal media 1,80 metro da ponta do focinho à extremidade da cauda. Ele é o membro mais primitivo do grupo de crocodilos que dominou o interior do país na época dos dinossauros, os Crocodylomorpha. Conforme dados dos paleontólogos, os descendentes do crocodilo teriam dobrado de tamanho e se tornariam os predadores dominantes do semiárido que cobria São Paulo, Minas Gerais e outros Estados há milhões de anos. Segundo o pesquisador Luiz Carlos Borges Ribeiro, da Universidade Federal do Triângulo Mineiro, o sítio onde o fóssil foi encontrado ainda tem muito material. O local da descoberta é próximo da mesma área onde outro grupo de pesquisadores encontrou, em abril, o fêmur do maior dinossauro brasileiro. O titanossauro Uberabatitan ribeiroi, que teria 18 metros de comprimento e pesaria 10 toneladas.
O gênero Campinasuchus foi nomeado inicialmente pelos pesquisadores Ismar de Souza Carvalho, Vicente de Paula Antunes Teixeira, Mara Lúcia da Fonseca Ferraz, Luiz Carlos Borges Ribeiro, Agustín Guillermo Martinelli, Francisco Macedo Neto, Joseph J. W. Sertich, Gabriel Cardoso Cunha, Isabella Cardoso Cunha e Patrícia Fonseca Ferraz, e a espécie dinizi foi dado em homenagem ao dono da fazenda onde o fóssil foi encontrado e sua família: Izonel Queiroz Diniz Neto.
Os materiais fósseis descritos para Campinasuchus dinizi até 2016 se resumiam a alguns ossos do crânio e mandíbula de quatro espécimes encontrados em Campina Verde, MG. Posteriormente, o pós-crânio de Campinasuchus foi descrito pelos pesquisadores Leonardo Cotts, André Eduardo Piacentini Pinheiro, Thiago da Silva Marinho e Fabio Di Dario.